# Höchenschwand
Höchenschwand (în alemanică Höcheschwand) este o comună din landul Baden-Württemberg, Germania.

## Istorie
Höchenschwand a fost pentru prima dată menționat în 1158, ca proprietate a Abației Sfântului Blasiu. În 1254 abația va deveni vasală a casei de Habsburg ca parte a Austriei Anterioare. În 1806, în timpul tratatului de la Pressburg, Höchenschwand va deveni proprietatea casei de Baden.